# Битти, Альфред Честер
Альфред Честер Битти (англ. Sir Alfred Chester Beatty; 7 февраля 1875 — 19 января 1968) — американский горный инженер, коллекционер и папиролог.

## Биография
Родился в Нью-Йорке.
Окончил Колумбийский университет (Школу инженерии и прикладных наук) с дипломом горного инженера. В Криппл Грико (Колорадо) организовал фирму по добыче меди, со временем получил прозвище «Медный король» (англ. King of Copper). Всю свою жизнь занимался коллекционированием древних рукописей, произведений искусства, старопечатных книг и др. В 1950 году перевёл всю свою коллекцию в Дублин (Ирландия). 1957 года стал почетным гражданином Ирландии.
Умер в Дублине. Похоронен на Гласневинском кладбище. Похороны прошли на государственном уровне.

## Чествования
- Именем Честера Битти назвали библиотеку, в которой хранится его коллекция, открытая для публики.
- Его именем названа также группа папирусов из этой коллекции, которые имеют большое значение для понимания истории Египта и вообще Ближнего Востока. Многие документы коллекции важны для изучения Ветхого и Нового Завета.